# بودن یا نبودن (فیلم ۱۹۸۳)
بودن یا نبودن (به انگلیسی: To Be or Not to Be) نام فیلمی کمدی محصول سال ۱۹۸۳ آمریکا به کاگردانی آلان جانسون و تهیه‌کنندگی مل بروکس است. مل بروکس در کنار همسر خود آن بنکرافت نقش‌های اصلی این فیلم هستند. تیم ماتسون، چارلز دارنینگ، کریستوفر لوید و خوزه فرر نقش‌های مکمل را بر عهده دارند. این فیلم بازسازی از فیلمی به همین نام محصول سال ۱۹۴۲ است.